# Gebhard im Lahngau
Gebhard (832–879 bezeugt) gilt als Ahnherr des Geschlechtes der Konradiner, war Graf im Niederlahngau und 845 Stifter von St. Severus in Kettenbach/Gemünden im Westerwald. Es wird angenommen, dass er ein Sohn des Grafen Udo (des Älteren) im Lahngau, besser als Odo von Orléans bekannt, war, durch den die Konradiner eine jüngere Nebenlinie des fränkischen Geschlechts der Geroldonen darstellen.
Gebhard war als treuer Gefolgsmann des Kaisers Ludwig des Frommen bekannt. Dies führte dazu, dass er gemeinsam mit Abt Grimald von Weißenburg im Januar 834, als Ludwig zum zweiten Mal abgesetzt worden war, von dessen Sohn Ludwig dem Deutschen zu ihm nach Aachen geschickt wurde, ohne jedoch aufgrund der Bewachung des alten Kaisers ihre Botschaften überbringen zu können. Im Jahr 839 war es dann Ludwig der Fromme selbst, der Gebhard, Bischof Badurad und Markgraf Bernhard von Toulouse als seine Gesandten bei den Verhandlungen in Blois mit seinem Sohn Lothar einsetzte. Das Vertrauensverhältnis Gebhards zu Ludwig dem Deutschen wurde allerdings stark belastet, als Gebhards Söhne sich 861 gegen den König erhoben, abgesetzt wurden und zu Karl dem Kahlen flüchteten. 879 trat er in das Kloster Gemünden ein
Gebhard hatte vier Söhne:
- Udo, Graf im Lahngau um 860/879
- Berengar, 860/879 bezeugt, 876 Graf im Hessengau
- Waldo, 839/879 bezeugt, 868/879 Abt der Reichsabtei St. Maximin in Trier
- Bertold, 879 bezeugt, Erzbischof von Trier

Da Udo, Berengar und Waldo im Jahr 861, als sie wegen Untreue von König Ludwig dem Deutschen verurteilt werden, als nepotes des mitverurteilten Nordgau-Grafen Ernst bezeichnet werden, geht man davon aus, dass Gebhard mit einer namentlich nicht bekannten Schwester des Grafen Ernst verheiratet war.